# Luděk Mikloško
Luděk Mikloško (n. 9 decembrie 1961, Cehia) este un portar ceh de fotbal retras din activitate. Și-a început cariera în Cehoslovacia, unde a jucat peste 200 de meciuri pentru Banik Ostrava înainte de a ajunge în Anglia, unde a jucat peste 300 de partide pentru West Ham United. Mai târziu a jucat pentru Queens Park Rangers, unde a fost și antrenor cu portarii; un rol pe care l-a îndeplinit ulterior pentru West Ham United. A jucat 40 de meciuri pentru Cehoslovacia și două meciuri pentru Cehia.

## Cariera pe echipe
Mikloško și-a început cariera în Cehoslovacia natală cu Baník Ostrava.

### West Ham United
Talentul său a fost remarcat de antrenorul echipei West Ham United, Lou Macari, care l-a adus în februarie 1990, chiar înainte să-și dea demisia și după numirea lui Billy Bonds drept succesor al acestuia, pentru o sumă de 300.000 de lire sterline. Primul său meci a avut loc la 18 februarie 1990, scor 2-2 la Swindon Town. A jucat cel de-al patrulea mei pentru West Ham în cel al doilea tur al Cupei Ligii împotriva lui Oldham Athletic. West Ham a pierdut în tur cu 6-0 cu Phil Parkes în poartă, meci care avea să fie ultimul jucat pentru West Ham după unsprezece ani în cadrul clubului. Din acest moment până în sezonul 1997-1998, Mikloško a fost titular.
În sezonul 1990-1991 a jucat 56 de meciuri pentru West Ham, care a promovat în primul eșalon englez după ce a primit numai 16 goluri în deplasare, stând cel mai bine la acel capitol. West Ham a jucat și în semifinalele Cupei Angliei din 1990-1991, înainte de a ajunge la Nottingham Forest, cu Mikloško jucând în toate cele șapte meciuri din cupă. El a fost numit cel mai bun jucător al lui West Ham în 1991. Deși Ciocănarii au retrogradat în sezonul următor și au ratat șansa de a deveni membri fondatori ai noii FA Premier League în 1992, el i-a ajutat să promoveze din nou sezonul următor, după care echipa a jucat timp de zece ani în Premier League. El este bine cunoscut pentru că a devenit Omul Meciului împotriva lui Manchester United în ultima zi a sezonului 1994-1995, în care West Ham a terminat cu scorul de 1-1 cu Manchester United pe stadionul Boleyn, ajutând-o pe rivala lui Manchester United, Blackburn Rovers, să obțină primul titlu în campionat în peste 80 de ani. În ultimul său sezon, s-a duelat cu Craig Forrest pentru postul de titular. Ultimul său meci a venit pe 6 decembrie 1997 într-o înfrângere scor 2-0 cu Derby County. Mikloško a înscris un autogol în acel meci. În următorul meci a fost înlocuit în poartă de Forrest. Un portar curajos, cu reflexe bune și cu o degajare puternică, a jucat în 374 de meciuri de campionat pentru echipă.

### Queens Park Rangers
A fost vândut la Queens Park Rangers în 1998. A jucat ultimul său meci la profesioniști pe 3 martie 2001. În primul meci al noului antrenor Ian Holloway, QPR a pierdut acasă la Sheffield United cu 3-1. Mai târziu, în 2001, s-a retras din cauza unei accidentări.

## Cariera la națională
Mikloško a jucat 40 de meciuri pentru Cehoslovacia și două pentru Cehia.

## Cariera post-fotbal
După retragere, Mikloško a revenit la West Ham pe postul de antrenor cu portarii. A părăsit clubul în martie 2010; nici clubul și nici Mikloško nu au dat nicio declarație în legătură cu acest subiect.